# City of Coffs Harbour
City of Coffs Harbour är en region i Australien. Den ligger i delstaten New South Wales, i den sydöstra delen av landet, omkring 440 kilometer nordost om delstatshuvudstaden Sydney. Antalet invånare är 71 798.
Följande samhällen finns i City of Coffs Harbour:
- Coffs Harbour
- Toormina
- Woolgoolga
- Sawtell
- Moonee Beach
- Bonville
- Boambee
- Nana Glen
- Karangi
- Corindi
- Lowanna
- Coramba
- Red Rock

I omgivningarna runt Coffs Harbour växer i huvudsak städsegrön lövskog. Runt Coffs Harbour är det ganska tätbefolkat, med 67 invånare per kvadratkilometer. Genomsnittlig årsnederbörd är 1 716 millimeter. Den regnigaste månaden är januari, med i genomsnitt 287 mm nederbörd, och den torraste är oktober, med 24 mm nederbörd.